# Powiat ustrzycki
Powiat ustrzycki – powiat istniejący w latach 1952–1972 na terenie obecnego bieszczadzkiego (woj. podkarpackie). Jego ośrodkiem administracyjnym były Ustrzyki Dolne.

## Geneza

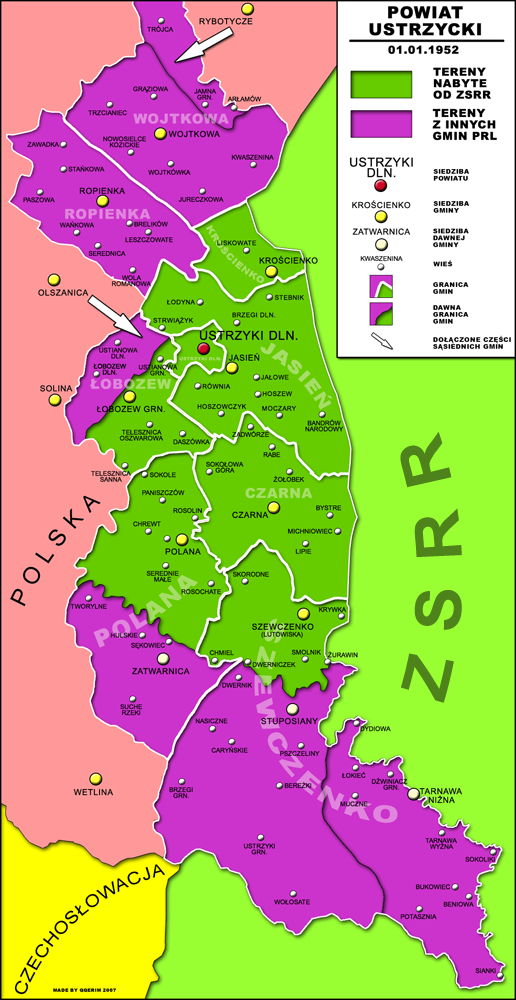
Stan administracyjny powiatu ustrzyckiego w pierwszym dniu jego istnienia (1952-01-01)
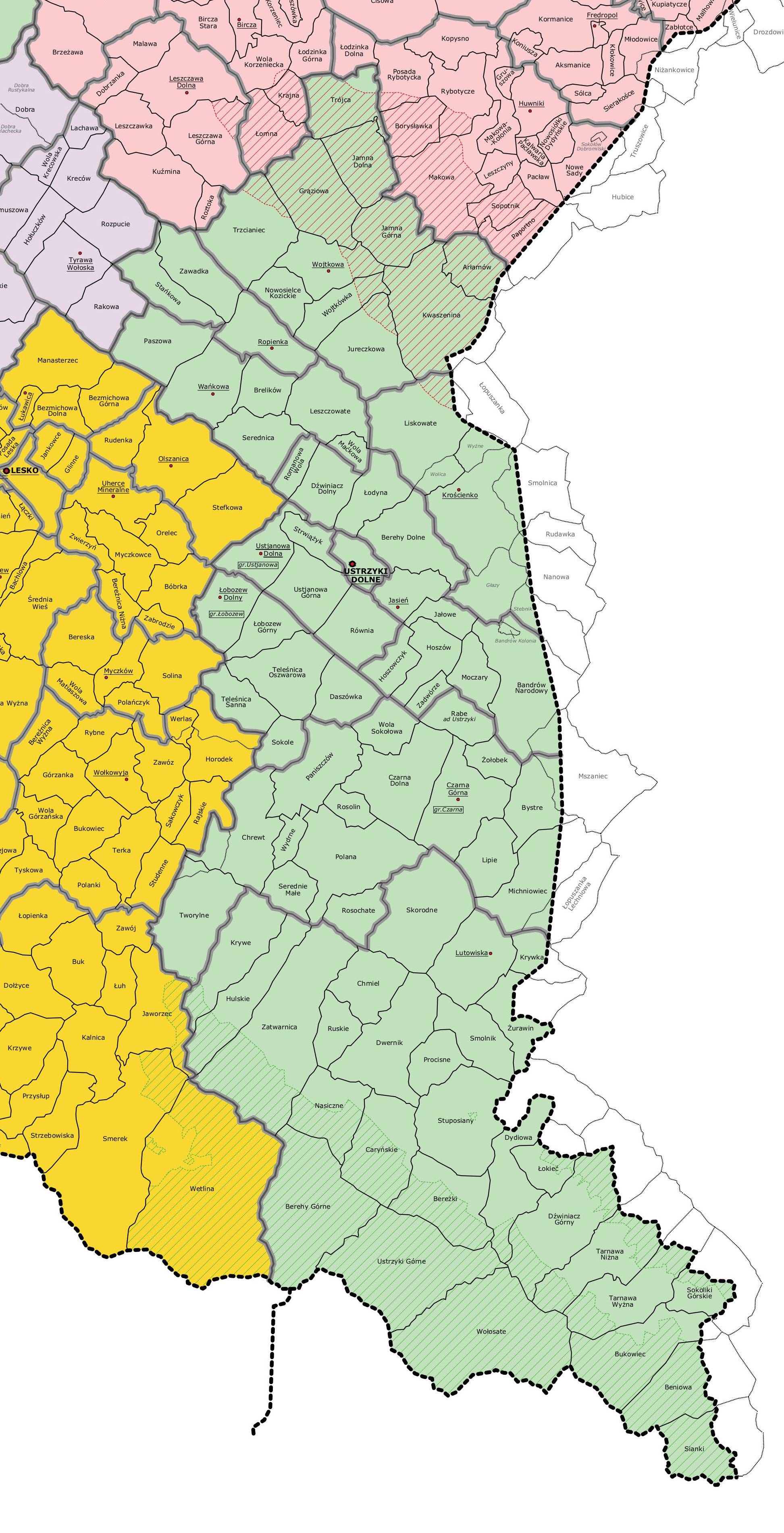
Stan administracyjny powiatu ustrzyckiego w ostatnim dniu jego istnienia (1972-10-31)
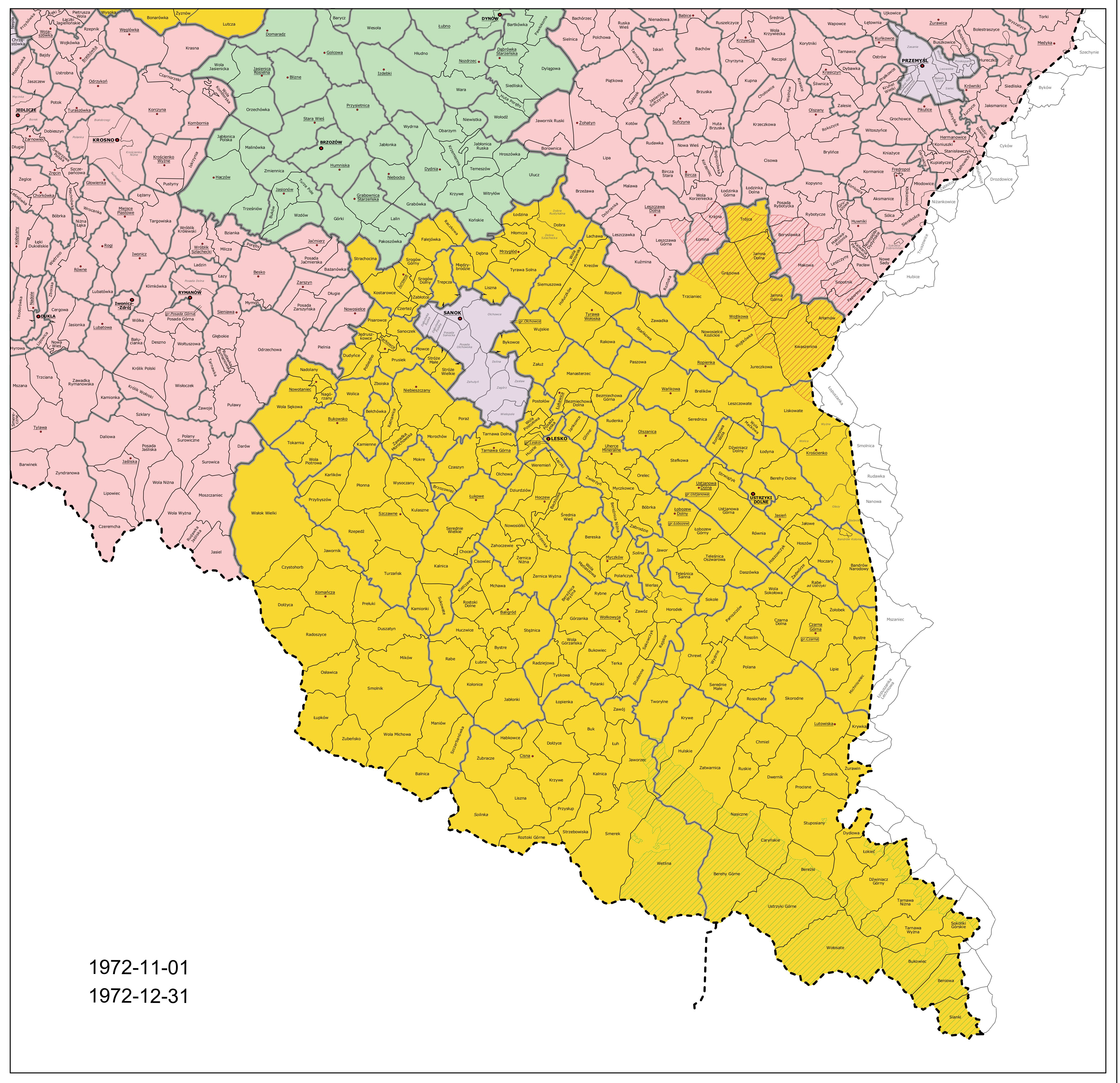
Podział administracyjny powiatu bieszczadzkiego (kolor żółty), dzień po zniesieniu powiatu ustrzyckiego (1972-11-01)

Powiat ustrzycki powstał 1 stycznia 1952 w ramach umowy o zamianie odcinków terytoriów państwowych zawartej 15 lutego 1951 pomiędzy PRL i Związkiem Radzieckim. W zamian za bogatą w węgiel kamienny Sokalszczyznę, Polska otrzymała prawie cały rejon ustrzycki oraz części rejonów chyrowskiego i strzyłeckiego z obwodu drohobyckiego, czyli tereny po prawej stronie Sanu na terenie Bieszczadów, na wschód od linii prostej na odcinku Smolnik–Liskowate, o łącznej powierzchni 480 km². Proces ten wiązał się ze skomplikowanym przesiedlaniem ludności z odstąpionych terenów powiatu hrubieszowskiego na Lubelszczyźnie (miast Sokal, Bełz, Krystynopol, Waręż, Uhnów) na opustoszone ziemie nad Strwiążem (tzw. Akcja H-T).

## 1952–1972
Odstąpione przez ZSRR tereny podzielono na jedno miasto i sześć gmin:
- miasto Ustrzyki Dolne[6] – utworzone z miasta Ustrzyki Dolne i miejscowości Strwiążyczek;
- gmina Czarna – siedziba w Czarnej – miejscowości: Bystre, Czarna, Lipie, Michniowiec, Rabe z przysiółkiem Zadwórze, Sokołowa Wola, Żołobek;
- gmina Szewczenko – siedziba w Szewczenku (od 1957 Lutowiska) – miejscowości: Chmiel, Dwerniczek, Krywka, Smolnik, Skorodne, Szewczenko (Lutowiska), Żurawin;
- gmina Łobozew – siedziba w Łobozewie – miejscowości: Daszówka, Łobozew (Górny), Telesznica Oszwarowa, Telesznica Sanna;
- gmina Jasień – siedziba w Jasieniu – miejscowości: Bandrów Narodowy, Brzegi Dolne, Hoszowczyk, Hoszów, Jałowe, Jasień, Łodyna, Moczary, Równia, Stebnik, Strwiążek, Ustianowa Górna;
- gmina Polana – siedziba w Polanie – miejscowości: Chrewt, Paniszczów, Polana, Rosochate, Rosolin, Serednie Małe, Sokole, Wydrne;
- gmina Krościenko – siedziba w Krościenku – miejscowości: Krościenko, Liskowate;

Do nowo nabytych terenów tworzących powiat ustrzycki, z obszarów polskich dołączono:
- gminę Wojtkowa – (siedziba w Wojtkowej) z pow. przemyskiego;
- gminę Ropienka – (siedziba w Ropience) z pow. leskiego;

oraz:
- zniesioną gminę Stuposiany – (siedziba w Stuposianach) z pow. leskiego; włączoną do gminy Szewczenko;
- zniesioną gminę Tarnawa Niżna – (siedziba Tarnawa Niżna) z pow. leskiego; włączoną do gminy Szewczenko;
- zniesioną gminę Zatwarnica – (siedziba w Zatwarnicy) z pow. leskiego; włączoną do gminy Polana;
- gromady Arłamów, Jamna Dolna, Jamna Górna i Trójca, wyłączone z gminy Rybotycze z pow. przemyskiego; włączono do gminy Wojtkowa;
- gromady Łobozew i Ustianowa Dolna, wyłączone z gminy Olszanica z pow. leskiego; włączono do gminy Łobozew.

Rozporządzenie weszło w życie z dniem 1 stycznia 1952 roku.
30 maja 1953 gromadę Ustianowa podzielona na dwie odrębne gromady: Ustianowa Dolna i Ustianowa Górna, a już 21 września 1953 gromadę Ustjanowa Górna wyłączono z gminy Łobozew, włączając ją do gminy Jasień w tymże powiecie.

## 1972–1975
Przygotowania do reformy administracyjnej z 1975, wprowadzającej w PRL 49 województw zaowocowały utworzeniem 1 listopada 1972 eksperymentalnego powiatu bieszczadzkiego. Nowa jednostka powstała z powiatów ustrzyckiego, leskiego i większej części sanockiego. Był to największy powiat w Polsce o powierzchni 2909 km². Siedzibą powiatu, mimo protestów mieszkańców większych Ustrzyk Dolnych, zostało Lesko.

## 1975–1998
Powiat bieszczadzki przetrwał dokładnie dwa i pół roku. Po reformie administracyjnej w 1975 roku całe terytorium powiatu znalazło się w województwie krośnieńskim.

## Od 1999
W związku z nową reformą administracyjną w 1999 roku, powiatu ustrzyckiego nie przywrócono, lecz raz jeszcze powstał powiat bieszczadzki (w woj. podkarpackim), tym razem z siedzibą w Ustrzykach Dolnych. Obejmował on w przybliżeniu łączne tereny powiatu ustrzyckiego i leskiego z lat 1952–1972. W nowych granicach nie funkcjonował on jednak długo, bo już w 2002 roku na skutek protestów mieszkańców Leska i okolic, z zachodniej części powiatu bieszczadzkiego wydzielono współczesny powiat leski (wyłączone gminy to Lesko, Baligród, Cisna, Olszanica i Solina). Znacznie zmniejszony powiat, o niemal identycznym wykresie granic co powiat ustrzycki sprzed 1972 roku, zachował jednak nazwę powiat bieszczadzki oraz siedzibę starostwa w Ustrzykach Dolnych.

## Miejscowości
|                     | 1934–1939             | 1940–1941      | 1941–1944         | 1945–1951           | 1952–1954              | 1954–1972              | 1973–1975 | 1975–1999 |
| ------------------- | --------------------- | -------------- | ----------------- | ------------------- | ---------------------- | ---------------------- | --------- | --------- |
| Arłamów             | Dobromil (D)          | ZSRR, Dob.     | Dobromil (P)      | Rybotycze (P)       | Wojtkowa (U)           | Wojtkowa (U)           |           |           |
| Bandrów Kolonia     | Ustrzyki Dln. (L)     | ZSRR, Ust.     | Ustrzyki Dln. (S) | ZSRR                | Jasień (U)             | Jasień (U)             |           |           |
| Bandrów Narodowy    | Ustrzyki Dln. (L)     | ZSRR, Ust.     | Ustrzyki Dln. (S) | ZSRR                | Jasień (U)             | Jasień (U)             |           |           |
| Beniowa             | Sianki (T)            | Sianki (L)     | Tarnawa N. (S)    | Tarnawa Niżna (L)   | Szewczenko (U)         | Szewczenko (U)         |           |           |
| Bereżki             | Stuposiany (L)        | ZSRR, Ust.     | Stuposiany (S)    | Stuposiany (L)      | Szewczenko (U)         | Szewczenko (U)         |           |           |
| Bóbrka              | Łobozew (L)           | ZSRR, Ust.     | Łobozew (S)       |                     |                        |                        |           |           |
| Brzegi Dolne        | Ustrzyki Dln. (L)     | ZSRR, Ust.     | Ustrzyki Dln. (S) | ZSRR                | Jasień (U)             | Brzegi Dolne (U)       |           |           |
| Brzegi Górne        | Stuposiany (L)        | Stuposiany (L) | Stuposiany (S)    | Stuposiany (L)      | Szewczenko (U)         | Szewczenko (U)         |           |           |
| Brelików            | Ropienka (L)          | ZSRR, Ust.     | Ropienka (S)      | Ropienka (U)        | Ropienka (U)           | Wańkowa (U)            |           |           |
| Bukowiec            | Tarnawa N. (T)        | Tarnawa N. (L) | Tarnawa N. (S)    | Tarnawa Niżna (L)   | Szewczenko (U)         | Szewczenko (U)         |           |           |
| Bystre              | Łomna (T)             | ZSRR, Strz.    | Łomna (DH)        | ZSRR                | Czarna (U)             | Czarna (U)             |           |           |
| Caryńskie           | Stuposiany (L)        | Stuposiany (L) | Stuposiany (S)    | Stuposiany (L)      | Szewczenko (U)         | Szewczenko (U)         |           |           |
| Chmiel              | Zatwarnica (L)        | ZSRR, Ust.     | Zatwarnica (S)    | ZSRR                | Szewczenko (U)         | Szewczenko (U)         |           |           |
| Chrewt              | Polana (L)            | ZSRR, Ust.     | Polana (S)        | ZSRR                | Polana (U)             | Polana (U)             |           |           |
| Czarna              | Czarna (L)            | ZSRR, Ust.     | Czarna (S)        | ZSRR                | Czarna (U)             | Czarna (U)             |           |           |
| Daszówka            | Łobozew (L)           | ZSRR, Ust.     | Łobozew (S)       | ZSRR                | Łobozew (U)            | Łobozew (U)            |           |           |
| Dwerniczek          | Stuposiany (L)        | ZSRR, Ust.     | Stuposiany (S)    | Stuposiany (L)      | Szewczenko (U)         | Szewczenko (U)         |           |           |
| Dwernik             | Stuposiany (L)        | Stuposiany (L) | Stuposiany (S)    | Stuposiany (L)      | Szewczenko (U)         | Szewczenko (U)         |           |           |
| Dydiowa             | Tarnawa N. (T)        | ZSRR, Tur.     | Tarnawa N. (S)    | Tarnawa Niżna (L)   | Szewczenko (U)         | Szewczenko (U)         |           |           |
| Dźwiniacz Dolny     | Ustrzyki Dln. (L)     | ZSRR, Ust.     | Ustrzyki Dln. (S) | ZSRR                | -                      | Brzegi Dolne (U)       |           |           |
| Dźwiniacz Górny     | Tarnawa N. (T)        | Tarnawa N. (L) | Tarnawa N. (S)    | Tarnawa Niżna (L)   | Szewczenko (U)         | Szewczenko (U)         |           |           |
| Głazy (Steinfels)   | Krościenko (D)        | ZSRR, Dob.     | Krościenko (P)    | ZSRR                | Krościenko (U)         | Krościenko (U)         |           |           |
| Grąziowa            | Wojtkowa (D)          | ZSRR, Dob.     | Wojtkowa (P)      | Wojtkowa (P)        | Wojtkowa (U)           | Wojtkowa (U)           |           |           |
| Hoszowczyk          | Ustrzyki Dln. (L)     | ZSRR, Ust.     | Ustrzyki Dln. (S) | ZSRR                | Jasień (U)             | Jasień (U)             |           |           |
| Hoszów              | Ustrzyki Dln. (L)     | ZSRR, Ust.     | Ustrzyki Dln. (S) | ZSRR                | Jasień (U)             | Jasień (U)             |           |           |
| Hulskie             | Zatwarnica (L)        | Zatwarnica (L) | Zatwarnica (S)    | Zatwarnica (L)      | Polana (U)             | Polana (U)             |           |           |
| Jałowe              | Ustrzyki Dln. (L)     | ZSRR, Ust.     | Ustrzyki Dln. (S) | ZSRR                | Jasień (U)             | Jasień (U)             |           |           |
| Jamna Dolna         | Rybotycze (D)         | ZSRR, Dob.     | Rybotycze (P)     | Rybotycze (P)       | Wojtkowa (U)           | Wojtkowa (U)           |           |           |
| Jamna Górna         | Rybotycze (D)         | ZSRR, Dob.     | Rybotycze (P)     | Rybotycze (P)       | Wojtkowa (U)           | Wojtkowa (U)           |           |           |
| Jasień              | Ustrzyki Dln. (L)     | ZSRR, Ust.     | Ustrzyki Dln. (S) | ZSRR                | Jasień (U)             | Jasień (U)             |           |           |
| Jureczkowa          | Wojtkowa (D)          | ZSRR, Dob.     | Wojtkowa (P)      | Wojtkowa (P)        | Wojtkowa (U)           | Krościenko (U)         |           |           |
| Krościenko          | Krościenko (D)        | ZSRR, Dob.     | Krościenko (P)    | ZSRR                | Krościenko (U)         | Krościenko (U)         |           |           |
| Krywe               | Zatwarnica (L)        | Zatwarnica (L) | Zatwarnica (S)    | Zatwarnica (L)      | Polana (U)             | Polana (U)             |           |           |
| Krywka              | Lutowiska (L)         | ZSRR, Ust.     | Lutowiska (S)     | ZSRR                | Szewczenko (U)         | Szewczenko (U)         |           |           |
| Kwaszenina          | Dobromil (D)          | ZSRR, Dob.     | Dobromil (P)      | Wojtkowa (P)        | Wojtkowa (U)           | Wojtkowa (U)           |           |           |
| Leszczowate         | Ropienka (L)          | ZSRR, Ust.     | Ropienka (S)      | Ropienka (U)        | Ropienka (U)           | Wańkowa (U)            |           |           |
| Lipie               | Łomna (T)             | ZSRR, Strz.    | Łomna (DH)        | ZSRR                | Czarna (U)             | Czarna (U)             |           |           |
| Liskowate           | Krościenko (D)        | ZSRR, Dob.     | Krościenko (P)    | ZSRR                | Krościenko (U)         | Krościenko (U)         |           |           |
| Lutowiska           | Lutowiska (L)         | ZSRR, Ust.     | Lutowiska (S)     | ZSRR                | Szewczenko (U)         | Szewczenko (U)         |           |           |
| Łobozew Dolny       | Łobozew (L)           | ZSRR, Ust.     | Łobozew (S)       | Olszanica (L)       | -                      | -                      |           |           |
| Łobozew Górny       | Łobozew (L)           | ZSRR, Ust.     | Łobozew (S)       | ZSRR                | -                      | -                      |           |           |
| Łodyna              | Ustrzyki Dln. (L)     | ZSRR, Ust.     | Ustrzyki Dln. (S) | ZSRR                | Jasień (U)             | Brzegi Dolne (U)       |           |           |
| Łokieć              | Tarnawa N. (T)        | ZSRR, Tur.     | Tarnawa N. (S)    | Tarnawa Niżna (L)   | Szewczenko (U)         | Szewczenko (U)         |           |           |
| Michniowiec         | Łomna (T)             | ZSRR, Strz.    | Łomna (DH)        | ZSRR                | Czarna (U)             | Czarna (U)             |           |           |
| Moczary             | Ustrzyki Dln. (L)     | ZSRR, Ust.     | Ustrzyki Dln. (S) | ZSRR                | Jasień (U)             | Jasień (U)             |           |           |
| Nasiczne            | Stuposiany (L)        | Stuposiany (L) | Stuposiany (S)    | Stuposiany (L)      | Szewczenko (U)         | Szewczenko (U)         |           |           |
| Nowosielce Kozickie | Wojtkowa (D)          | ZSRR, Dob.     | Wojtkowa (P)      | Wojtkowa (P)        | Wojtkowa (U)           | Wojtkowa (U)           |           |           |
| Paniszczów          | Czarna (L)            | ZSRR, Ust.     | Czarna (S)        | ZSRR                | Polana (U)             | Polana (U)             |           |           |
| Paszowa             | Ropienka (L)          | ZSRR, Ust.     | Ropienka (S)      | Ropienka (U)        | Ropienka (U)           | Wańkowa (U)            |           |           |
| Polana              | Polana (L)            | ZSRR, Ust.     | Polana (S)        | ZSRR                | Polana (U)             | Polana (U)             |           |           |
| Procisne            | Stuposiany (L)        | Stuposiany (L) | Stuposiany (S)    | Stuposiany (L)      | Szewczenko (U)         | Szewczenko (U)         |           |           |
| Rabe                | Czarna (L)            | ZSRR, Ust.     | Czarna (S)        | ZSRR                | Czarna (U)             | Czarna (U)             |           |           |
| Ropienka            | Ropienka (L)          | ZSRR, Ust.     | Ropienka (S)      | Ropienka (U)        | Ropienka (U)           | Ropienka (U)           |           |           |
| Rosochate           | Polana (L)            | ZSRR, Ust.     | Polana (S)        | ZSRR                | Polana (U)             | Polana (U)             |           |           |
| Rosolin             | Polana (L)            | ZSRR, Ust.     | Polana (S)        | ZSRR                | Polana (U)             | Polana (U)             |           |           |
| Równia              | Ustrzyki Dln. (L)     | ZSRR, Ust.     | Ustrzyki Dln. (S) | ZSRR                | Jasień (U)             | Ustianowa (U)          |           |           |
| Ruskie              | Zatwarnica (L)        | Zatwarnica (L) | Zatwarnica (S)    | Zatwarnica (L)      | Polana (U)             | Polana (U)             |           |           |
| Serednica           | Ropienka (L)          | ZSRR, Ust.     | Ropienka (S)      | Ropienka (U)        | Ropienka (U)           | Wańkowa (U)            |           |           |
| Serednie Małe       | Polana (L)            | ZSRR, Ust.     | Polana (S)        | ZSRR                | Polana (U)             | Polana (U)             |           |           |
| Sianki              | Sianki (T)            | Sianki (L)     | Borynia (DH)      | Tarnawa Niżna (L)   | Szewczenko (U)         | Szewczenko (U)         |           |           |
| Skorodne            | Lutowiska (L)         | ZSRR, Ust.     | Lutowiska (S)     | ZSRR                | Szewczenko (U)         | Szewczenko (U)         |           |           |
| Smolnik             | Lutowiska (L)         | ZSRR, Ust.     | Lutowiska (S)     | ZSRR                | Szewczenko (U)         | Szewczenko (U)         |           |           |
| Sokole              | Łobozew (L)           | ZSRR, Ust.     | Łobozew (S)       | ZSRR                | Polana (U)             | Polana (U)             |           |           |
| Solina (dawna lok.) | Wołkowyja (L)         | ZSRR, Ust.     | Wołkowyja (S)     |                     |                        |                        |           |           |
| Sokoliki Górskie    | Tarnawa N. (T)        | Tarnawa N. (L) | Tarnawa N. (S)    | Tarnawa Niżna (L)   | Szewczenko (U)         | Szewczenko (U)         |           |           |
| Sokołowa Wola       | Czarna (L)            | ZSRR, Ust.     | Czarna (S)        | ZSRR                | Czarna (U)             | Czarna (U)             |           |           |
| Stańkowa            | Ropienka (L)          | ZSRR, Ust.     | Ropienka (S)      | Ropienka (U)        | Ropienka (U)           | Ropienka (U)           |           |           |
| Stebnik             | Krościenko (D)        | ZSRR, Ust.     | Krościenko (P)    | ZSRR                | Jasień (U)             | Krościenko (U)         |           |           |
| Strwiążyk           | Ustrzyki Dln. (L)     | ZSRR, Ust.     | Ustrzyki Dln. (S) | ZSRR                | Jasień (U)             | Ustianowa (U)          |           |           |
| Studenne            | Zatwarnica (L)        | Zatwarnica (L) | Zatwarnica (S)    | Zatwarnica (L)      | Polana (U)             | Wołkowyja (L)          |           |           |
| Stuposiany          | Stuposiany (L)        | Stuposiany (L) | Stuposiany (S)    | Stuposiany (L)      | Szewczenko (U)         | Szewczenko (U)         |           |           |
| Szandrowiec         | Tarnawa N. (T)        | ZSRR, Tur.     | Tarnawa N. (S)    | ZSRR                | ZSRR                   | ZSRR                   |           |           |
| Tarnawa Niżna       | Tarnawa N. (T)        | Tarnawa N. (L) | Tarnawa N. (S)    | Tarnawa Niżna (L)   | Szewczenko (U)         | Szewczenko (U)         |           |           |
| Tarnawa Wyżna       | Tarnawa N. (T)        | Tarnawa N. (L) | Tarnawa N. (S)    | Tarnawa Niżna (L)   | Szewczenko (U)         | Szewczenko (U)         |           |           |
| Teleśnica Oszwarowa | Łobozew (L)           | ZSRR, Ust.     | Łobozew (S)       | ZSRR                | Łobozew (U)            | Łobozew (U)            |           |           |
| Teleśnica Sanna     | Łobozew (L)           | ZSRR, Ust.     | Łobozew (S)       | ZSRR                | Łobozew (U)            | Łobozew (U)            |           |           |
| Trójca              | Rybotycze (D)         | ZSRR, Dob.     | Rybotycze (P)     | Rybotycze (P)       | Wojtkowa (U)           | Wojtkowa (U)           |           |           |
| Trzcianiec          | Wojtkowa (D)          | ZSRR, Dob.     | Wojtkowa (P)      | Wojtkowa (P)        | Wojtkowa (U)           | Wojtkowa (U)           |           |           |
| Tworylne            | Zatwarnica (L)        | Zatwarnica (L) | Zatwarnica (S)    | Zatwarnica (L)      | Polana (U)             | Polana (U)             |           |           |
| Ustjanowa Dolna     | Łobozew (L)           | ZSRR, Ust.     | Łobozew (S)       | Olszanica (L)       | Łobozew (U)            | Ustianowa (U)          |           |           |
| Ustjanowa Górna     | Łobozew (L)           | ZSRR, Ust.     | Łobozew (S)       | ZSRR                | Jasień (U)             | Ustianowa (U)          |           |           |
| Ustrzyki Dolne (m)  | Ustrzyki Dln. (m) (U) | ZSRR, Ust.     | Ustrzyki Dln. (S) | ZSRR                | Ustrzyki Dolne (m) (U) | Ustrzyki Dolne (m) (U) |           |           |
| Ustrzyki Górne      | Stuposiany (L)        | Stuposiany (L) | Stuposiany (S)    | Stuposiany (L)      | Szewczenko (U)         | Szewczenko (U)         |           |           |
| Wańkowa             | Ropienka (L)          | ZSRR, Ust.     | Ropienka (S)      | Ropienka (U)        | Ropienka (U)           | Wańkowa (U)            |           |           |
| Wojtkowa            | Wojtkowa (D)          | ZSRR, Dob.     | Wojtkowa (P)      | Wojtkowa (P)        | Wojtkowa (U)           | Wojtkowa (U)           |           |           |
| Wojtkówka           | Wojtkowa (D)          | ZSRR, Dob.     | Wojtkowa (P)      | Wojtkowa (P)        | Wojtkowa (U)           | Wojtkowa (U)           |           |           |
| Wola Maćkowa        | Ropienka (L)          | ZSRR, Ust.     | Ropienka (S)      | Ropienka (U)        | Ropienka (U)           | Brzegi Dolne (U)       |           |           |
| Wola Romanowa       | Ropienka (L)          | ZSRR, Ust.     | Ropienka (S)      | ZSRR / Ropienka (U) | Ropienka (U)           | Brzegi Dolne (U)       |           |           |
| Wołosate            | Stuposiany (L)        | Stuposiany (L) | Stuposiany (S)    | Stuposiany (L)      | Szewczenko (U)         | Szewczenko (U)         |           |           |
| Wydrne              | Polana (L)            | ZSRR, Ust.     | Polana (S)        | ZSRR                | Polana (U)             | Polana (U)             |           |           |
| Wyżne (Obersdorf)   | Krościenko (D)        | ZSRR, Dob.     | Krościenko (P)    | ZSRR                | Krościenko (U)         | Krościenko (U)         |           |           |
| Zabrodzie           | Łobozew (L)           | Wołkowyja (L)  | Łobozew (S)       |                     |                        |                        |           |           |
| Zadwórze            | Czarna (L)            | ZSRR, Ust.     | Czarna (S)        | ZSRR                | Czarna (U)             | Jasień (U)             |           |           |
| Zatwarnica          | Zatwarnica (L)        | Zatwarnica (L) | Zatwarnica (S)    | Zatwarnica (L)      | Polana (U)             | Polana (U)             |           |           |
| Zawadka             | Ropienka (L)          | ZSRR, Ust.     | Ropienka (S)      | Ropienka (U)        | Ropienka (U)           | Ropienka (U)           |           |           |
| Żołobek             | Czarna (L)            | ZSRR, Ust.     | Czarna (S)        | ZSRR                | Czarna (U)             | Czarna (U)             |           |           |
| Żurawin             | Lutowiska (L)         | ZSRR, Ust.     | Lutowiska (S)     | ZSRR                | Szewczenko (U)         | Szewczenko (U)         |           |           |